# Бровдій Василь Михайлович
Василь Михайлович Бровдій (15 червня 1935 — 20 березня 2022) — український учений-ентомолог. Доктор біологічних наук, професор. Академік АН ВШ України з 2006 р.

## Біографія
Народився в м. Іршава Закарпатської обл. в родині селянина. Закінчив біологічний факультет Ужгородського університету (1957). Працював учителем біології і хімії середньої школи в с. Дорожів на Львівщині (1957–1958), асистентом кафедри нормальної анатомії людини медичного факультету УжДУ (1958–1960), відповідальним секретарем Закарпатської обл. філії Українського товариства охорони природи (1960–1961). Протягом 1961–1987 рр. — аспірант, молодший, старший і провідний науковий співробітник Інституту зоології ім. І. І. Шмальгаузена НАН України. У 1965 р. захистив кандидатську, а в 1985 р. — докторську дисертації за спеціальністю «ентомологія». З 1987 р. — завідувач кафедри зоології Національного педагогічного університету ім. М. П. Драгоманова. У 1991 р. присвоєне звання професора.

## Наукова діяльність
Автор понад 300 наукових і навчально-методичних праць, серед яких 5 монографій, близько 30 підручників, навчальних посібників і програм для ВНЗ і загальноосвітніх середніх шкіл. Серед фундаментальних наукових монографій — три випуски видання «Фауна України» (1973, 1977, 1983), присвячених жукам-листоїдам, а також два видання колективної монографії «Вредители сельскохозяйственных культур и лесных насаждений» (1974, 1988). Популярністю серед освітян користуються підручники та навчальні посібники для ВНЗ і середньої школи «Охорона природи» (1997), «Екологія людини» (1997, 1998, 2000, 2004), «Біологія. Тварини» (1997), «Екологічні проблеми України» (2000), «Біологічний захист рослин» (2004), «Закони екології» (2006) та інші, написані із співавторами.
Підготував 6 кандидатів наук.
Член кваліфікаційних і робочих вчених і науково-методичних рад МОН України. Виконував обов'язки члена експертної ради ВАК України з біології та екології. Член Національної комісії з питань Червоної книги України, науковий консультант Верховної Ради України з екополітики. Член контрольно-ревізійної комісії АН ВШ України з 2007 р.

## Визнання
У 1993 р. обраний дійсним членом Української екологічної академії наук, в 1995 р. відзначений почесним знаком «Відмінник освіти України», в 1998 р. виборов грант Міжнародного освітнього фонду «Відродження» за видатні успіхи в науковій та освітній діяльності, в 2000 р. присвоєне почесне звання «Заслужений діяч науки і техніки України». В 2015 році нагороджений медаллю «За працю і звитягу».

## Наукові праці
- Бровдій В. М., Гаца О. О. Закони екології: Навч. посібник / За ред. В. М. Бровдія. — К.: Освіта України, 2007. — 380 с.